# Claude Williams
Pour les articles homonymes, voir Williams.
Claude Williams est un homme politique canadien, député progressiste-conservateur de Kent-Sud à l'Assemblée législative du Nouveau-Brunswick de 2001 à 2014.

## Biographie
Claude Williams est né le 25 novembre 1955 à Saint-Antoine, au Nouveau-Brunswick. Ses parents sont Rita et Iréné Williams. Il fréquente l'école Camille-Vautour de son village natal puis l'école Clément-Cormier de Bouctouche et finalement l'Université de Moncton, où il obtient un baccalauréat en administration des affaires.
Il a été chef de cabinet de l'ancien ministre Omer Léger avant de devenir gestionnaire régional du ministère des Pêches et de l’Aquaculture.
Il est président et membre du conseil du district scolaire 12 de 1981 à 1989. Il a aussi été vice-président 
du district de services locaux du Grand-Saint-Antoine et conseiller municipal du village de Saint-Antoine.
Claude Williams est membre du Parti progressiste-conservateur du Nouveau-Brunswick. Il est élu à la 54e législature pour représenter la circonscription de Kent-Sud à l'Assemblée législative du Nouveau-Brunswick le 23 avril 2001, lors d'une élection partielle. Il préside alors le Comité spécial de la gouvernance locale et de la collaboration régionale, en plus de siéger au Comité permanent des projets de loi d’intérêt privé.
Claude Williams est réélu à la 55e législature le 9 juin 2003, lors de la 55e élection générale. Il siège alors au Comité des comptes publics, au Comité des privilèges, au Comité d’administration de l’Assemblée législative, au Comité des projets de loi d'intérêt privé et au Comité de l'ombudsman. Il est aussi président du Comité spécial des soins de santé et membre du Comité spécial de l'assurance automobile publique et du Comité spécial de l'approvisionnement en bois. Il est assermenté au Conseil exécutif le 14 février 2006 et nommé ministre de l'Éducation dans le gouvernement de Bernard Lord.
Il est réélu à la 56e législature le 18 septembre 2006, lors de la 56e élection générale. Il a été porte-parole de l'Opposition officielle opposition dans les domaines liés aux pêches, aux langues officielles et à la Francophonie, en plus d'avoir siégé au Comité spécial de l’examen de la fiscalité. Il est actuellement porte-parole dans les domaines liés au ministère des Transports et siège au Comité permanent des comptes publics.
Il est réélu à la 57e législature le 27 septembre 2010, lors de la 57e élection générale. Il est assermenté le 12 octobre 2010 au poste de ministre des Transports et de l'Infrastructure dans le gouvernement David Alward.
Claude Williams a été vice-président de la section Nouveau-Brunswick de l'Assemblée parlementaire de la francophonie.
Il est défait aux élections de 2014 par Benoît Bourque.
Il a été président de la section de Kent-Sud de l'Association canadienne des personnes handicapées, membre du conseil d'administration de la Caisse populaire de Saint-Antoine, membre des comités de parents de l’école Camille-Vautour et de la Polyvalente Clément-Cormier.
Son épouse se nomme Bernice Leblanc et le couple a deux filles, Vicky et Monica.